# Honda F1
A Honda Racing F1 Team a japán Honda autógyár volt Formula–1-es csapata, amely 1964 és 1968, valamint 2006 és 2008 között vett részt a sportág versenyein. 1968-as szezon végén kivonultak a sportágból, melyben erősen közrejátszott Jo Schlesser halála. A köztes időben, mint motorszállító működött közre. A Honda aktív részvétele a sportágban 2008-ban ért véget másodjára, amikor a gazdasági világválság hatására az autógyár kiszállt a Formula–1-ből. A versenycsapat azonban tovább működött, 2009-ben Brawn GP néven vett részt a futamokon, és nyert egyéni és konstruktőri világbajnokságot.

## A kezdetek (1964–1968)
Érdekes módon a Honda előbb szerepelt Formula–1-es futamokon, minthogy a vállalat személygépkocsikat kezdett volna el gyártani. Már 1962-ben elkezdték az RA271 fejlesztését, mellyel egyidejűleg meglepték az európai csapatokat, hogy az övék teljes egészében japán cég (Ronnie Bucknum és Richie Ginther amerikai versenyzőket kivéve). A Ferrari és a BRM mellett a Honda maga építette motorjait és alvázait, ellentétben a többi csapattal, akik 1962-ben rajthoz álltak.
A Nürburgringen rendezett német nagydíjon Ronnie Bucknummal álltak először rajthoz 1964. augusztus 2-án. A versenyző ugyan egy baleset következtében kiesett, de összesített eredményben tizenharmadikként végzett. Az évad azon futamain, amelyen a Honda részt vett, Bucknum mindkét alkalommal kiesett. 1965-ben a szintén amerikai Richie Gintert kapta csapattársul, akinek az RA272-es autóval sikerült a szezon utolsó futamaként megrendezett mexikói nagydíjon győznie. Az előző évhez képest a csapat sokkal jobban teljesített: mindkettőjük szerzett pontokat, de még mindig sokszor estek ki. Végül tizenegy ponttal a hatodik helyen végeztek. A Ginther-Bucknum páros 1966-ban az új RA273-mal a szezon kilenc futamából csak ötön vettek részt, Bucknum pedig csak az utolsó kettőn versenyzett. Az 1960-as években jellemző volt, hogy a Honda nem szerepelt minden futamon, és voltak olyan versenyek, amelyeken csak az egyik versenyző állt rajthoz.

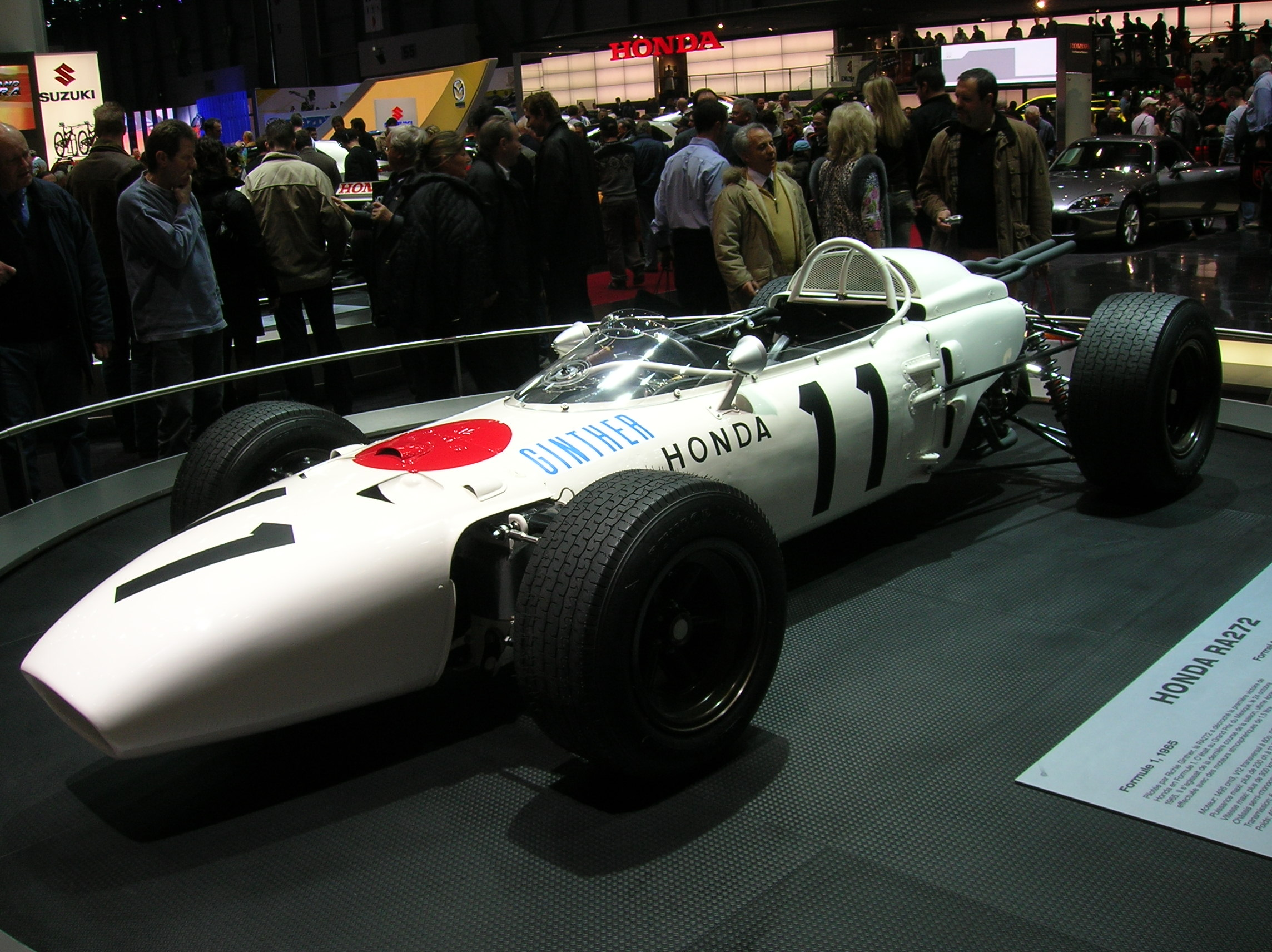
A Honda 1965-ös autója

A szezon végére három pontot sikerült szerezniük, mellyel nyolcadikként végeztek a csapatok között. Az 1966-os Formula–2-es szezonjban motort is szállított Jack Brabham csapatának, amely az összes futamot megnyerte. Az 1967-es és 1968-as szezonban használt RA300-at részben az angol Lola vállalat tervezte az Egyesült Királyságban, és ez azt eredményezte, hogy a szaksajtó a "Hondola" gúnynevet adta az autónak. Az 1967-es évadtól a tapasztalt, 1964. évi világbajnok John Surteest ültették a kormány elé, aki az évad első felében még az előző évi kasztni versenyzett. Surtees és a Honda elindult a szezon összes futamán, a szezonnyitó dél-afrikai nagydíjon egy harmadik helyezéssel mindjárt dobogóra is állhatott, majd Monzában az ott debütáló új RA300-zal első helyezést ért el. Az évadban szerzett húsz ponttal a csapat a negyedik helyen végzett. 1968-ban Jo Schlesser, David Hobbs és Joakim Bonnier is egy-egy futamon a Honda pilótái voltak. Schlessler a július 7-i francia nagydíjon, a Rouen-Les-Essarts-i pályán halálos balesetet szenvedett, Bonnier ötödikként ért célba, míg Surtees másodikként állhatott a dobogóra. Tizennégy pontjával a Honda a szezon végén a hetedik lett. Sokáig az 1968-as évad volt a Honda utolsó szezonja, ugyanis csak közel negyven évvel később, 2006-ban tértek vissza a Formula–1-be.

## Motorszállótóként (1983–1992)
A Honda 1983-ban visszatért a Formula–1-be, és motorbeszállítóként 1992-ig különböző csapatoknak gyártott motorokat. 1983-ban a Spiritnek és 1987-ig a Williamsnek is, 1987 és 1988 között a Lotusnak, 1988-tól 1992-ig a McLarennek, valamint 1991-ben a Tyrrellnek is beszállított. A megbízható motoroknak köszönhetően a különböző csapatok 1992 végéig összesen hetvenegy futamgyőzelmet arattak, ez idő alatt Ayrton Senna három, Nelson Piquet és Alain Prost pedig egy-egy világbajnoki címet szerzett. A Super Aguri csapatnak egészen a 2008-as megszűnéséig szállított motorokat.

## A Honda visszatérése a BAR-ral (2000–2005)

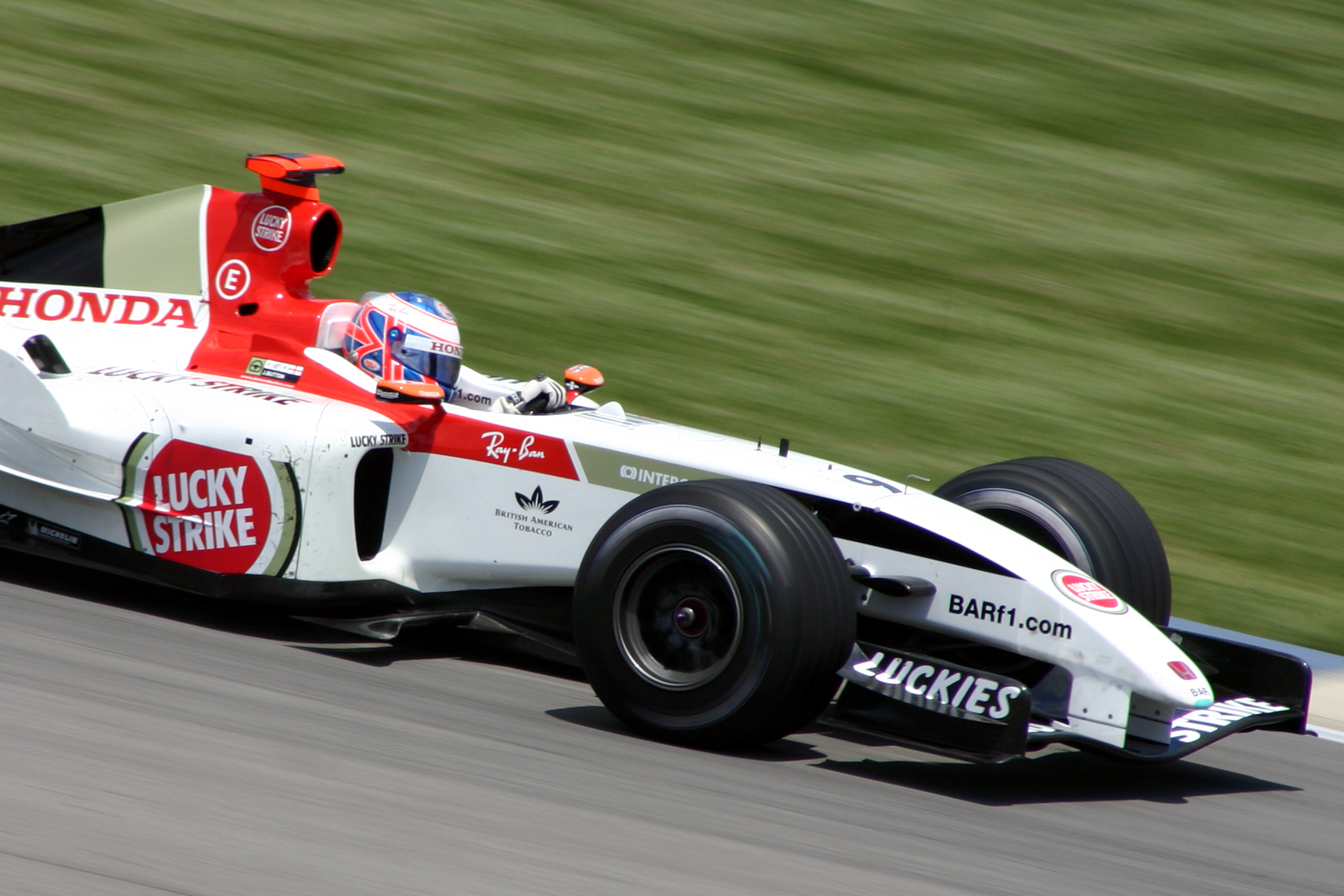
Button a BAR-ral 2004-ben

Eredetileg a Honda azt tervezte, hogy az új évezred kezdetére – mint ahogy az 1960-as években – ismét néhány monopostót küldenek versenybe. 1999-ben a holland Jos Verstappen tesztelt egyszer ebből a prototípusból, de a projekt vezetőjének, Harvey Postlethwaitenek a halála után a Honda elvetette ezt a tervet.
Ehelyett 2000-ben a British American Racing (BAR) motorbeszállítójaként tért vissza a Formula–1-be. A versenyzőknek, Jacques Villeneuve-nek és Jenson Buttonnak nem sikerült az élvonalba jutnia. A BAR legjobb évadja a 2004-es volt: a két versenyző – Jenson Button és Szató Takuma – több dobogós helyezést és egy pole-pozíciót szerzett a csapatnak, de futamot nem sikerült nyerniük. A Honda-motoros BAR száztizenkilenc pontjával második lett a konstruktőr-világbajnokságban.
2005-ben a Honda megvette a BAR negyvenöt százaléknyi részesedését. A British American Tobacco elnevezésű dohányvállalat, a BAR tulajdonosa, az Európai Unió által egyre jobban kiterjesztett dohányreklám tilalom miatt lassan felszámolta Formula–1-es érdekeltségét. 2005 katasztrofális évnek bizonyult a csapatnak. Szabálytalan üzemanyaghasználat miatt két futamra szóló eltiltást kaptak, így a spanyol és a monacói nagydíjon nem versenyezhettek. A szezon második felében Button eredményesen versenyzett, s minden futamot pontszerzőként fejezett be, de Szató sikertelen szereplése csak a hatodik hely elérésére volt elegendő a konstruktőrök között.
2001-ben és 2002-ben a BAR mellett a Honda a Jordannek is szállított motorokat.

## Honda Racing F1 (2006-2008)

### 2006

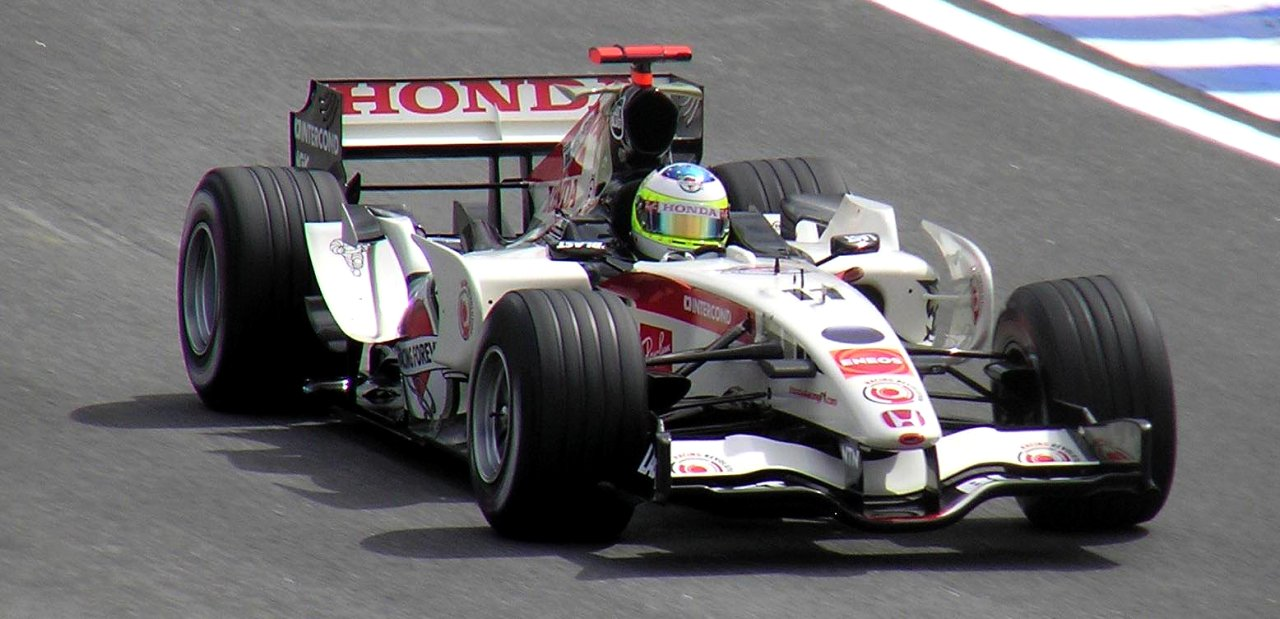
Barrichello a 2006-os brazil nagydíjon

2006. január 1-jén a Honda átvette a BAR fennmaradó részesedését, így tehát Honda Racing F1 Team néven 1968 óta először szerepelt önálló csapatként a Formula–1-ben. 2006-ban a BAR még megmaradt fő-és névadó szponzornak, ám végül visszavonult a sportágtól. Harmincnyolc év után az első Honda-párt a BAR-Honda volt versenyzője, Jenson Button és a Ferraritól átszerződött Rubens Barrichello alkotta. A magyar nagydíjon Button megszerezte mind a Honda 2000-es visszatérése óta, mind élete első futamgyőzelmét. A csapat a szezonban igen jól szerepelt, nyolcvanhat ponttal negyedikek lettek.

### 2007

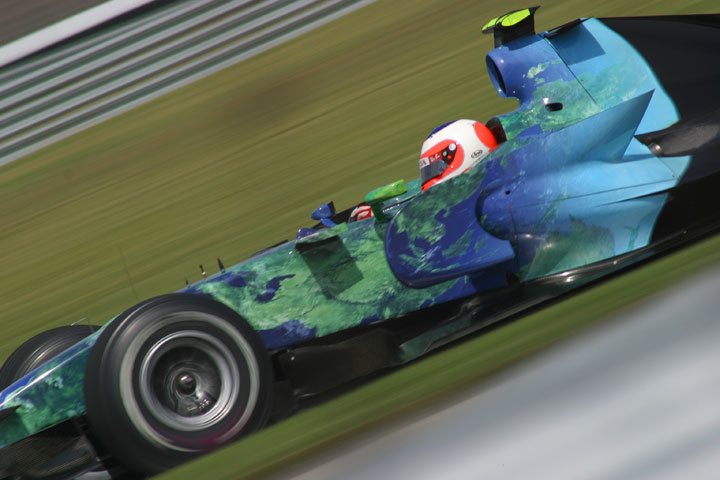
Rubens Barrichello 2007-ben a Hondával

2007-ben meglehetős furcsasággal állt elő a Honda: az autók reklámmentesen indultak, a kötelező feliratok (csapatnév, gumimárka) mellett egy, a Földről készült űrképet festettek a kocsikra. A Honda ezzel kívánta figyelmeztetni az embereket a klímaváltozásra. Utoljára három évtizede fordult elő, hogy egy csapat nem adott helyet autóin szponzorok feliratainak.
A szezon közepéig a Honda versenyzői a szintén az ő motorjaikat, de más kasztnikat használó Super Aguri mögött voltak, de az évad végére sikerült megelőzniük őket. A szezonban sokkal gyengébben teljesítettek, mint ahogy azt elvárták volna. A sok motorprobléma ellenére Button hat pontot szerzett, ám Barrichellónak egyet sem sikerült összegyűjtenie, így tehát mindössze azzal a hat ponttal nyolcadikak lettek a konstruktőrök között.

### 2008

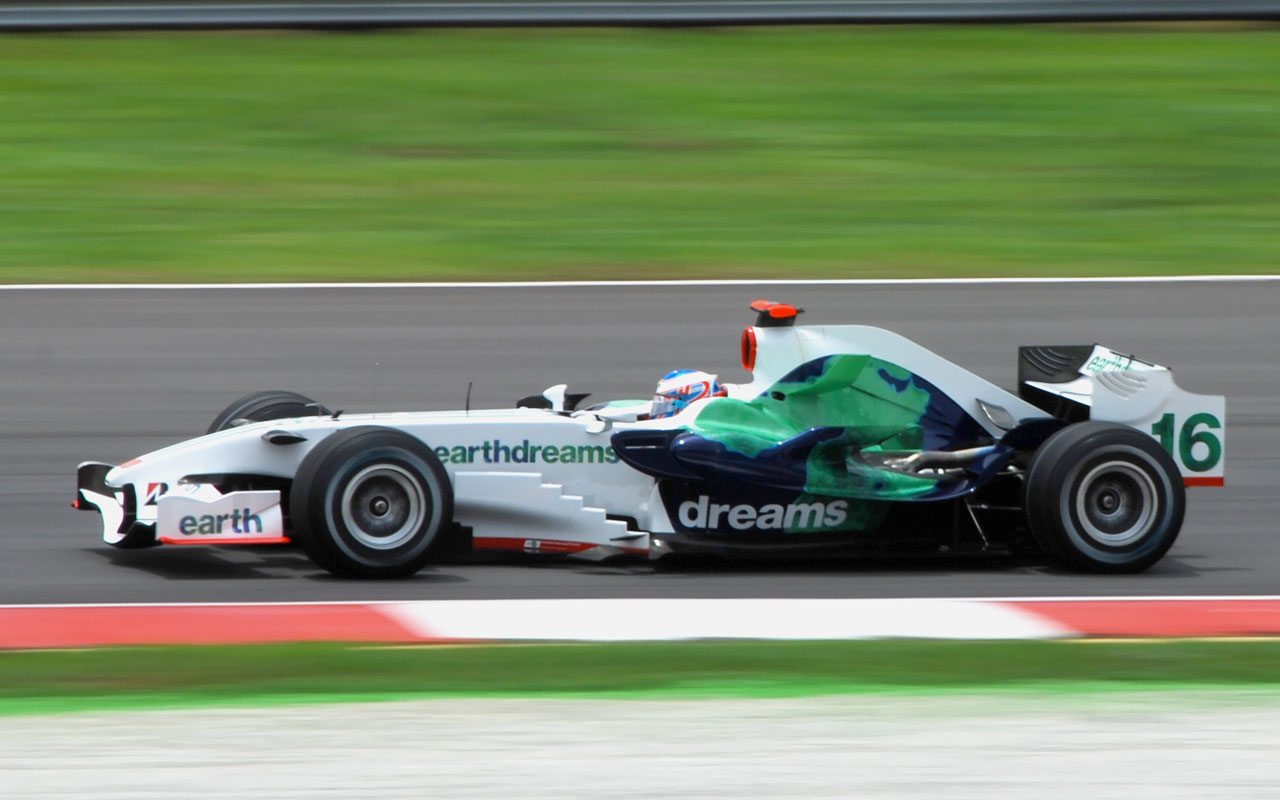
Jenson Button a 2008-as maláj nagydíjon

2007 szeptemberében a Honda szintén Buttont és Barrichellót szerződtette 2008-ra, valamint Nick Fry utódjaként a korábban a Ferrarinál dolgozó Ross Brawn elfogadta a csapatfőnöki tisztséget is. 2008. január 10-én ismertté vált, hogy a szezonban Alexander Wurz lesz a Honda teszt- és tartalékpilótája. Az első versenyen Button kiesett, Barrichellót pedig kizárták, miután a csapat rosszkor hívta ki kerékcserére, és emiatt piros lámpánál kényszerült elhagyni a boxutcát. Malajziában a csapat nem szerzett pontot, de mindkét autó célba ért. A bahreini nagydíjon Button ütközött Coultharddal és kiesett, Barrichello 11. lett.
Spanyolországba továbbfejlesztett autókkal érkezett a csapat. Button 6. lett a futamon, saját maga és a Honda első 2008-as pontjait szerezve. Barrichello az egyik biztonsági autós időszak alatti kavarodásban letörte az első légtertelő szárnyát, ami más alkatrészeket is magával rántott; a versenyt fel kellett adnia. A török nagydíj inkább az ünneplésről szólt: a 258. nagydíjára nevező Rubens Barrichello lett minden idők legtapasztaltabb Formula–1-es versenyzője. A futamon csak a 14. lett, Button 11.-ként ért célba. Az esős monacói nagydíjon Barrichello hosszú idő után ismét pontot szerzett, Button csak a 11. lett.
Kanadában Button a boxból rajtolt, Barrichello a kilencedik helyről. Utóbbi egykiállásos stratégiával a hetedik lett a versenyen, Button nem tudott pontszerző helyre felzárkózni. A francia nagydíjon Button a 16., Barrichello váltócsere miatt csak az utolsó, 20. helyről indulhatott. A verseny egyetlen kiesője Button lett, aki a célegyenes előtti kanyarban kicsúszott és összetörte az autója elejét. Barrichello a 14. helyre tudott fölzárkózni, körhátrányban. A konstruktőrök között a csapat továbbra is nyolcadik maradt.
Angliában Button kiesett, Barrichello azonban a jó gumiválasztásnak köszönhetően a 16. helyről a 3. helyre hozta fel a Hondát. A német nagydíj időmérőjén Button a 14. Barrichello a 18. helyet szerezte meg. Végül az angol az utolsó, 17. helyen ért célba, Barrichello az 50. körben azonban kiesett. Button első futamgyőzelmének helyszínén tizenkettedik, csapattársa 16. lett.
2008. december 5-én Takeó Fukui, az Honda vezérigazgatója bejelentette, hogy a gyár nem kíván tovább részt venni a Formula–1-ben. A versenycsapatot a csapatfőnök, Ross Brawn vásárolta meg, és 2009-ben Brawn GP néven nevezte be a világbajnokságra.

## Ismét motorszállítóként
A turbókorszak visszatérésével a Honda is jelezte nevezési szándékát, ám ezúttal nem önálló csapattal, hanem a nyolcvanas évek legendás párosítását felelevenítve a McLaren motorszállítójaként.

## Eredmények a Formula–1-ben

### Összefoglaló
| Szezon                                                             | Név                               | Modell                              | Gumi | Motor              | Üzemanyag | Versenyzõk                                           | Helyezés     |
| ------------------------------------------------------------------ | --------------------------------- | ----------------------------------- | ---- | ------------------ | --------- | ---------------------------------------------------- | ------------ |
| 1964                                                               | Honda R & D Company               | Honda RA271                         | D    | Honda V12          | BP        | Ronnie Bucknum                                       | – (0 pont)   |
| 1965                                                               | Honda R & D Company               | Honda RA272                         | G    | Honda V12          | BP        | Ronnie Bucknum Richie Ginther                        | 6. (11 pont) |
| 1966                                                               | Honda R & D Company               | Honda RA273                         | G    | Honda V12          | BP        | Ronnie Bucknum Richie Ginther                        | 8. (3 pont)  |
| 1967                                                               | Honda R & D Company               | Honda RA273 Honda RA300             | F    | Honda V12          | BP        | John Surtees                                         | 4. (20 pont) |
| 1968                                                               | Honda R & D Company               | Honda RA300 Honda RA301 Honda RA302 | F G  | Honda V12 Honda V8 | BP/Shell  | David Hobbs Jo Schlesser John Surtees Joakim Bonnier | 6. (14 pont) |
| 1969-től 2005-ig a Honda nem vett részt csapatként a Formula–1-ben |                                   |                                     |      |                    |           |                                                      |              |
| 2006                                                               | Lucky Strike Honda Racing F1 Team | Honda RA106                         | M    | Honda RA806E V8    | ENEOS     | Rubens Barrichello Jenson Button                     | 4. (86 pont) |
| 2007                                                               | Honda Racing F1 Team              | Honda RA107                         | B    | Honda RA807E V8    | ENEOS     | Jenson Button Rubens Barrichello                     | 8. (6 pont)  |
| 2008                                                               | Honda Racing F1 Team              | Honda RA108                         | B    | Honda RA808E V8    | ENEOS     | Jenson Button Rubens Barrichello                     | 9. (14 pont) |

### Teljes Formula–1-es eredménysorozata
(Táblázat értelmezése)

(Félkövér: pole-pozícióból indult; dőlt: leggyorsabb kört futott) 

| A Honda teljes Formula–1-es eredménysorozata                       | A Honda teljes Formula–1-es eredménysorozata | A Honda teljes Formula–1-es eredménysorozata                  | A Honda teljes Formula–1-es eredménysorozata | A Honda teljes Formula–1-es eredménysorozata | A Honda teljes Formula–1-es eredménysorozata | A Honda teljes Formula–1-es eredménysorozata | A Honda teljes Formula–1-es eredménysorozata |     |     |     |     |     |     |     |     |     |     |     |     |     |     |     |      |          |
| Év                                                                 | Modell                                       | Motor                                                         | Gumik                                        | Versenyzők                                   | 1                                            | 2                                            | 3                                            | 4   | 5   | 6   | 7   | 8   | 9   | 10  | 11  | 12  | 13  | 14  | 15  | 16  | 17  | 18  | Pont | Helyezés |
| ------------------------------------------------------------------ | -------------------------------------------- | ------------------------------------------------------------- | -------------------------------------------- | -------------------------------------------- | -------------------------------------------- | -------------------------------------------- | -------------------------------------------- | --- | --- | --- | --- | --- | --- | --- | --- | --- | --- | --- | --- | --- | --- | --- | ---- | -------- |
| 1964                                                               | RA271                                        | Honda RA271E 1.5 V12                                          | D                                            |                                              | MON                                          | NED                                          | BEL                                          | FRA | GBR | GER | AUT | ITA | USA | MEX |     |     |     |     |     |     |     |     | 0    | –        |
| 1964                                                               | RA271                                        | Honda RA271E 1.5 V12                                          | D                                            | Ronnie Bucknum                               |                                              |                                              |                                              |     |     | Ki  |     | Ki  | Ki  |     |     |     |     |     |     |     |     |     | 0    | –        |
| 1965                                                               | RA272                                        | Honda RA272E 1.5 V12                                          | G                                            |                                              | RSA                                          | MON                                          | BEL                                          | FRA | GBR | NED | GER | ITA | USA | MEX |     |     |     |     |     |     |     |     | 11   | 6.       |
| 1965                                                               | RA272                                        | Honda RA272E 1.5 V12                                          | G                                            | Ronnie Bucknum                               |                                              | Ki                                           | Ki                                           | Ki  |     |     |     | Ki  | 13  | 5   |     |     |     |     |     |     |     |     | 11   | 6.       |
| 1965                                                               | RA272                                        | Honda RA272E 1.5 V12                                          | G                                            | Richie Ginther                               |                                              | Ki                                           | 6                                            | Ki  | Ki  | 6   |     | 14  | 7   | 1   |     |     |     |     |     |     |     |     | 11   | 6.       |
| 1966                                                               | RA273                                        | Honda RA273E 3.0 V12                                          | G                                            |                                              | MON                                          | BEL                                          | FRA                                          | GBR | NED | GER | ITA | USA | MEX |     |     |     |     |     |     |     |     |     | 3    | 8.       |
| 1966                                                               | RA273                                        | Honda RA273E 3.0 V12                                          | G                                            | Ronnie Bucknum                               |                                              |                                              |                                              |     |     |     |     | Ki  | 8   |     |     |     |     |     |     |     |     |     | 3    | 8.       |
| 1966                                                               | RA273                                        | Honda RA273E 3.0 V12                                          | G                                            | Richie Ginther                               | Ki                                           | 5                                            |                                              |     |     |     | Ki  | HN  | 4   |     |     |     |     |     |     |     |     |     | 3    | 8.       |
| 1967                                                               | RA273 RA300                                  | Honda RA273E 3.0 V12                                          | F                                            |                                              | RSA                                          | MON                                          | NED                                          | BEL | FRA | GBR | GER | CAN | ITA | USA | MEX |     |     |     |     |     |     |     | 20   | 4.       |
| 1967                                                               | RA273 RA300                                  | Honda RA273E 3.0 V12                                          | F                                            | John Surtees                                 | 3                                            | Ki                                           | Ki                                           | Ki  |     | 6   | 4   |     | 1   | Ki  | 4   |     |     |     |     |     |     |     | 20   | 4.       |
| 1968                                                               | RA300 RA301 RA302                            | Honda RA273E 3.0 V12 Honda RA301E 3.0 V12 Honda RA302E 3.0 V8 | F G                                          |                                              | RSA                                          | ESP                                          | MON                                          | BEL | NED | FRA | GBR | GER | ITA | CAN | USA | MEX |     |     |     |     |     |     | 14   | 7.       |
| 1968                                                               | RA300 RA301 RA302                            | Honda RA273E 3.0 V12 Honda RA301E 3.0 V12 Honda RA302E 3.0 V8 | F G                                          | John Surtees                                 | 8                                            | Ki                                           | Ki                                           | Ki  | Ki  | 2   | 5   | Ki  | Ki  | Ki  | 5   | 6   |     |     |     |     |     |     | 14   | 7.       |
| 1968                                                               | RA300 RA301 RA302                            | Honda RA273E 3.0 V12 Honda RA301E 3.0 V12 Honda RA302E 3.0 V8 | F G                                          | Jo Schlesser                                 |                                              |                                              |                                              |     |     | Ki  |     |     |     |     |     |     |     |     |     |     |     |     | 14   | 7.       |
| 1968                                                               | RA300 RA301 RA302                            | Honda RA273E 3.0 V12 Honda RA301E 3.0 V12 Honda RA302E 3.0 V8 | F G                                          | David Hobbs                                  |                                              |                                              |                                              |     |     |     |     |     | Ki  |     |     |     |     |     |     |     |     |     | 14   | 7.       |
| 1968                                                               | RA300 RA301 RA302                            | Honda RA273E 3.0 V12 Honda RA301E 3.0 V12 Honda RA302E 3.0 V8 | F G                                          | Joakim Bonnier                               |                                              |                                              |                                              |     |     |     |     |     |     |     |     | 5   |     |     |     |     |     |     | 14   | 7.       |
| 1969-től 2005-ig a Honda nem vett részt csapatként a Formula–1-ben |                                              |                                                               |                                              |                                              |                                              |                                              |                                              |     |     |     |     |     |     |     |     |     |     |     |     |     |     |     |      |          |
| 2006                                                               | RA106                                        | Honda RA806E 2.4 V8                                           | M                                            |                                              | BHR                                          | MAL                                          | AUS                                          | SMR | EUR | ESP | MON | GBR | CAN | USA | FRA | GER | HUN | TUR | ITA | CHN | JPN | BRA | 86   | 4.       |
| 2006                                                               | RA106                                        | Honda RA806E 2.4 V8                                           | M                                            | Rubens Barrichello                           | 15                                           | 10                                           | 7                                            | 10  | 5   | 7   | 4   | 10  | Ki  | 6   | Ki  | Ki  | 4   | 8   | 6   | 6   | 12  | 7   | 86   | 4.       |
| 2006                                                               | RA106                                        | Honda RA806E 2.4 V8                                           | M                                            | Jenson Button                                | 4                                            | 3                                            | 10                                           | 7   | Ki  | 6   | 11  | Ki  | 9   | Ki  | Ki  | 4   | 1   | 4   | 5   | 4   | 4   | 3   | 86   | 4.       |
| 2007                                                               | RA107                                        | Honda RA807E 2.4 V8                                           | B                                            |                                              | AUS                                          | MAL                                          | BHR                                          | ESP | MON | CAN | USA | FRA | GBR | EUR | HUN | TUR | ITA | BEL | JPN | CHN | BRA |     | 6    | 8.       |
| 2007                                                               | RA107                                        | Honda RA807E 2.4 V8                                           | B                                            | Jenson Button                                | 15                                           | 12                                           | Ki                                           | 12  | 11  | Ki  | 12  | 8   | 10  | Ki  | Ki  | 13  | 8   | Ki  | 11  | 5   | Ki  |     | 6    | 8.       |
| 2007                                                               | RA107                                        | Honda RA807E 2.4 V8                                           | B                                            | Rubens Barrichello                           | 11                                           | 11                                           | 13                                           | 10  | 10  | 12  | Ki  | 11  | 9   | 11  | 18  | 17  | 10  | 13  | 10  | 15  | Ki  |     | 6    | 8.       |
| 2008                                                               | RA108                                        | Honda RA808E 2.4 V8                                           | B                                            |                                              | AUS                                          | MAL                                          | BHR                                          | ESP | TUR | MON | CAN | FRA | GBR | GER | HUN | EUR | BEL | ITA | SIN | JPN | CHN | BRA | 14   | 9.       |
| 2008                                                               | RA108                                        | Honda RA808E 2.4 V8                                           | B                                            | Jenson Button                                | Ki                                           | 10                                           | Ki                                           | 6   | 11  | 11  | 11  | Ki  | Ki  | 17  | 12  | 13  | 15  | 15  | 9   | 14  | 16  | 13  | 14   | 9.       |
| 2008                                                               | RA108                                        | Honda RA808E 2.4 V8                                           | B                                            | Rubens Barrichello                           | DSQ                                          | 13                                           | 11                                           | Ki  | 14  | 6   | 7   | 14  | 3   | Ki  | 16  | 16  | Ki  | 17  | Ki  | 13  | 11  | 15  | 14   | 9.       |

## Külső hivatkozások
- Hivatalos honlap Archiválva 2008. szeptember 7-i dátummal a Wayback Machine-ben